# Gare de Landébia
La gare de Landébia est une gare ferroviaire française de la ligne de Lison à Lamballe, située sur le territoire de la commune de Landébia, dans le département des Côtes-d'Armor, en région Bretagne.
Elle est mise en service en 1879, par la Compagnie des chemins de fer de l'Ouest. 
C'est une halte ferroviaire de la Société nationale des chemins de fer français (SNCF), desservie par des trains TER Bretagne.

## Situation ferroviaire
Établie à 59 mètres d'altitude, la gare de Landébia est située au point kilométrique (PK) 191,549 de la ligne de Lison à Lamballe, entre les gares ouvertes de Plancoët et de Lamballe. Elle est séparée de cette dernière par la gare fermée de Quintenic - Plédéliac.

## Histoire
La section à voie unique de la gare de Dol-de-Bretagne à la gare de Lamballe, sur laquelle se situe la gare de Landébia, est mise en service le 29 décembre 1879 par la Compagnie des chemins de fer de l'Ouest.
Le 18 avril 1901, le conseil général du département des Côtes du Nord appuie le vœu de plusieurs conseillers pour un agrandissement de la gare marchandise. La compagnie répond qu'elle comprend cette demande du fait des problèmes rencontrés par le service marchandise l'année précédente. Néanmoins elle n'y répond pas favorablement, justifiant cette réponse négative par le fait qu'il y avait alors une récolte exceptionnelle de pommes alors qu'en temps ordinaire ce service est proportionné au trafic. Elle propose d'apporter un complément d'installations temporaires si une nouvelle récolte le justifiait.

## Fréquentation
De 2015 à 2023, selon les estimations de la SNCF, la fréquentation annuelle de la gare s'élève aux nombres indiqués dans le tableau ci-dessous.
| Année     | 2015  | 2016  | 2017  | 2018  | 2019  | 2020  | 2021  | 2022  | 2023  |
| --------- | ----- | ----- | ----- | ----- | ----- | ----- | ----- | ----- | ----- |
| Voyageurs | 5 031 | 3 656 | 3 324 | 3 078 | 2 057 | 1 847 | 1 342 | 1 784 | 2 916 |

## Service des voyageurs

### Accueil
C'est une halte SNCF, point d'arrêt non géré (PANG), à accès libre. Elle dispose de panneaux d'informations et d'abris de quais.

### Desserte
Landébia est une halte du réseau TER Bretagne desservie par des trains régionaux de la relation Dinan - Saint-Brieuc.

### Intermodalité
Le stationnement des véhicules est possible à proximité.